# Кучерявый, Михаил Михайлович
Михаил Михайлович Кучерявый  (род. 25 марта 1955) — военачальник, командующий 5-й армией ВВС и ПВО, генерал-лейтенант.

## Биография
Михаил Михайлович родился 25 марта 1955 года в городе Климовиче Могилёвской области. Окончил Минское суворовское военное училище, Пушкинское высшее военное командное училище радиоэлектроники ПВО. С 1976 года проходил службу в частях противовоздушной обороны на различных должностях.
В 1988 году окончил Военную командную академию противовоздушной обороны им. Маршала Советского Союза Г. К. Жукова. С июня 1989 по декабрь 1990 года командир зенитного ракетного полка. С декабря 1990 года по октябрь 1992 года командир зенитной ракетной бригады. В 1992 году был назначен начальником штаба — заместителем командира дивизии противовоздушной обороны.
После окончания 1998 году Военной академии Генерального штаба Вооруженных Сил Российской Федерации назначается заместителем командира корпуса противовоздушной обороны, а в феврале 1999 года — начальником штаба — первым заместителем командира корпуса противовоздушной обороны. С сентября 2002 года по июнь 2007 года — командир 54-го корпуса противовоздушной обороны (Тайцы) 6-й армии ВВС и ПВО. С июня 2007 года по 2009 год генерал-лейтенант М. М. Кучерявый — командующий 5-й Краснознаменной армией ВВС и ПВО. В 2007 году окончил Северо-Западную академию государственной службы, доктор политических наук.
С 2009 года на государственной службе:
- 2009—2016 гг. — руководитель Управления Федеральной службы по техническому и экспортному контролю по Северо-Западному федеральному округу.
- 2016—2017 гг. — вице-губернатор Ленинградской области — руководитель Аппарата губернатора и Правительства Ленинградской области.
- С декабря 2017 года — вице-губернатор Санкт-Петербурга.

## Награды и почетные звания
Награждён орденом «За военные заслуги», медалью «За боевые заслуги», медалями, именным огнестрельным оружием.